# Julien Green
Julien Hartridge Green (Parijs, 6 september 1900 – aldaar, 13 augustus 1998) was een Amerikaans-Frans schrijver.
Julien Green werd geboren in Parijs als zoon van twee Amerikaanse ouders; hij was tweetalig. Green werd protestants opgevoed, maar nadat zijn moeder in 1914 overleden was, werd hij in 1916 rooms-katholiek. Later keerde hij zich daar weer van af en werd boeddhist.
Tijdens de Eerste Wereldoorlog, op zijn zeventiende, ging hij vrijwillig het leger in. Van 1918 tot 1922 studeerde hij in Parijs en aan de universiteit van Virginia. In 1922 keerde hij terug naar Frankrijk, en in 1926 publiceerde hij zijn eerste boek, Mont-Cinère. Dit boek bleek zowel in Frankrijk als in de Verenigde Staten succesvol. Daarna verschenen nog enkele boeken die verschillende prijzen kregen (zoals de Bookman's Prize voor Adrienne Mésurat uit 1927 en de Harper Prize voor Léviathan uit 1929).
In 1939 werd Green opnieuw katholiek. Van zijn innerlijke godsdienstige ontwikkelingen geeft zijn Dagboek (waarvan in 1990 het 14e deel verscheen) een helder beeld. In 1951 werd hij lid van de Académie royale de langue et de littérature françaises de Belgique en in 1971 werd hij gekozen tot lid van de Académie française, de eerste Amerikaan die deze eer ten deel viel.

## Werken (selectie)
- Pamphlet contre les catholiques de France, 1924
- Mont Cinère of Avarice House, 1926
- Suite anglaise, 1927
- Le voyageur sur la terre, 1927
- Adrienne Mesurat of The Closed Garden, 1927
- Un puritain homme de lettres, 1928
- Léviathan of The Dark Journey, 1929
- Épaves, 1931
- Le visionnaire of The Dreamer, 1934
- Journals I, II, III, 1938-46
- Varouna, 1940
- Memories of Happy Days, 1942
- Si j'étais vous..., 1947
- Moïra, 1950
- Sud, 1953
- L'ennemi, 1954
- Le malfaiteur, 1956
- Qui sommes-nous?, 1972
- Le maivais lieu, 1977 (De slechte plek; vertaling Pieter Janssens)
- Ce qu'il faut d'amour à l'homme, 1978
- Dans la gueule du temps, 1979
- Paris, 1984
- Les pays lointains of The Distant Lands, 1987
- Les étoiles du sud of The Stars of the South, 1989